# Eduard Toldrà
Eduard Toldrà Soler (ur. 7 kwietnia 1895 w Villanueva y Geltrú, zm. 31 maja 1962 w Barcelonie) – hiszpański kompozytor, uważany za jedną z najważniejszych postaci katalońskiej muzyki pierwszej połowy XX wieku, szczególnie ceniony za pracę jako dyrygent Orquesta Municipal de Barcelona.
Kompletny zbiór dzieł Eduarda Toldry jest przechowywany w Biblioteca de Catalunya.

## Biografia
Ojciec Eduarda, Francesc Toldrà Carbonell, również muzyk, wprowadzał go w świat muzyki od najmłodszych lat: w wieku siedmiu lat Eduard zadebiutował akompaniując ojcowi na skrzypcach. Kiedy miał dziesięć lat, cała rodzina przeniosła się do Barcelony, a Eduard Toldrà rozpoczął kształcenie muzyczne, najpierw w Conservatorio Superior de Música del Liceo, a później w Escuela Municipal de Música de Barcelona, gdzie uczył się solfeżu u Lluísa Milleta, gry na skrzypcach u Rafaela Gálveza oraz harmonii u Antoniego Nicolau. W tym okresie występował na koncertach z orkiestrą Palacio de Bellas Artes w Barcelonie, także na zastępstwach w Teatre Còmic oraz brał udział w wielu innych aktywnościach. W 1912 roku zdobył grand prix na konkursie skrzypcowym Escuela Municipal de Música, wykonując II Koncert skrzypcowy Maxa Brucha.
Od 1911 do 1921 roku Eduard Toldrà był mocno zaangażowany w działalność Quartet Renaixement, renomowanego zespołu kameralnego, w skład którego wchodzili Lluís Sánchez, Antoni Planàs, Josep Recasens i on sam. Zagrali w sumie 209 koncertów. Równolegle Eduard Toldrà także komponował, prowadził działalność dydaktyczną oraz występował solo.
W 1923 r. otrzymał posadę jako asystent profesora skrzypiec do Escuela Municipal de Música, gdzie kontynuował pracę przez całe życie (także gdy przekształciła się w Conservatorio Superior). W 1924 założył Orquesta de Estudios Sinfónicos (1924-1934), w skład której weszli instrumentaliści zajmujący się muzyką hobbistycznie. Także Pau Casals kilkakrotnie zapraszał Eduarda Toldrę do dyrygowania prowadzoną przez niego orkiestrą, początkowo przy okazji prawykonań jego własnych kompozycji (Suite en Mi w 1921 r., Empúries, w 1926 r., symfoniczna wersja La maldición del Conde Arnau w 1930 r.) W 1932 r. poprowadził wykonanie opery La vida breve Manuela de Falli, w obecności kompozytora.
Eduar Toldrà utożsamiał się z Novecentismem, czego przykładem jest napisana przez niego opera El giravolt de maig do libretta Josepa Carnera, którą w 1928 roku wystawiono w Palau de la Música Catalana. W całej swojej karierze nigdy nie przestawał komponować: napisał około trzydziestu sardan (tradycyjny narodowy taniec kataloński), jednak jego umiłowanym gatunkiem była pieśń. Pisał pieśni do tekstów wybitnych poetów, takich jak Josep Carner, Joan Maragall, Trinitat Catasús, Tomàs Gracés, Clementina Arderiu, Joan Salvat-Papasseit, Ignasi Iinados, Pablo de Jérica, Lope Félix de Vega Carpio, Francisco de Quevedo, Manuel Bertran, A. Noriega Varela lub Mn Pere Ribot. Skomponował 71 pieśni, zawsze bazując podczas komponowania muzyki na treści tekstu. W 1936 roku otrzymał ustanowioną przez rząd Katalonii nagrodę Isaaca Albéniza za cykl pieśni La rosa als llavis (do tekstu Joana Salvat-Papasseit), którą zadedykował sopranistce Conchicie Badia. W 1941 roku zaproponowano mu kierownictwo Orquesta Nacional de España, początkowo odmówił, jednak w 1942 zgodził się objąć tę posadę. Od tamtej pory nawiązał ścisłą współpracę z tą formacją, występowali także za granicą. Rada Miejska Barcelony zleciła mu zorganizowanie i kierowanie wielką orkiestrą, która ożywiłaby życie muzyczne miasta, czego efektem była Orquesta Municipal de Barcelona, której został pierwszym głównym dyrygentem i z którą wystąpili po raz pierwszy 31 marca 1944 roku. Przez całe życie kierował różnymi orkiestrami, w tym Lamoureux w Paryżu, Orquesta Municipal de Bilbao, Orquesta Filarmónica de Madrid oraz Orquesta de Cámara de Madrid, a także innymi z Niemiec, Włoch i Portugalii.

## Ważniejsze dzieła

### Sceniczne
- 1924 Cztery ilustracje muzyczne do dramatu Lluísa Masriery: Un idil·li prop del cel o, pel juny, carabasses
- 1928 El giravolt de maig, opera komiczna w jednym akcie do libretta Josepa Carnera
- 1951 Oh, Tossa!, Hymn do spektaklu teatralnego Pere Quarta Quasi Un paradís

### Muzyka kameralna
- 1914 Kwartet smyczkowy c-moll
- 1920 Vistes al mar, na kwartet smyczkowy, później stworzył także aranżację na orkiestrę kameralną
- 1921 Sześć sonetów na skrzypce i fortepian. Jeden z nich, Ave María, również został zaaranżowany na orkiestrę
- 1931 Les danses de Vilanova na kwartet smyczkowy, fortepian i kontrabas

### Muzyka symfoniczna
- 1919 Suita E-dur
- 1926 Empúries (Invocació a l'Empordà), sardana na orkiestrę
- 1930 La maledicció del Comte Arnau (Klątwa hrabiego Arnau)
- 1934 La filla del marxant (Córka handlarza).